# Ediciones Surco
Ediciones Surco fue una editorial española ubicada en Barcelona que publicó colecciones de Marvel Cómics e IPC / Fleetway , de 1983 a 1984.

## Trayectoria
Fue creada por Josep Torra tras haber cerrado Ediciones Vértice con la intención de reflotar la editorial, contando con el mismo equipo, como portadista a Rafael López Espí Sin embargo, la experiencia resultó efímera. Publicaron once colecciones con material de Marvel el primer año, noventaitrés números en total, 4 de IPC/Fleetway y una de Gold Key tras lo que la editorial se vio obligada a cerrar.
A pesar de que comenzaron a numerar todas las colecciones desde cero, estas continuaban a partir del punto donde se habían quedado en Ediciones Vértice. Igualmente se caracterizó por no respetar los formatos originales y alterar la disposición de viñetas.

## Colecciones
Se trataban de cuadernos tipo comic book con cubiertas a color, de treinta y seis páginas y de veintisiete centímetros de largo por veinte de ancho.
| Colección            | Año  | Números |
| -------------------- | ---- | ------- |
| Caballero Luna       | 1983 | 10      |
| Capitán América      | 1983 | 8       |
| Don Gato y TV Amigos | 1983 | 6       |
| Flierman             | 1983 | 4       |
| Hombre de Hierro     | 1983 | 7       |
| Kazar                | 1983 | 10      |
| Kelly Ojo Mágico     | 1983 | 9       |
| Kung-Fu              | 1983 | 10      |
| Micronautas          | 1983 | 7       |
| Motorista Fantasma   | 1983 | 9       |
| Mytek el Poderoso    | 1983 | 11      |
| Patrulla-X           | 1983 | 6       |
| Power Man            | 1983 | 10      |
| ROM                  | 1983 | 8       |
| Star Wars            | 1983 | 8       |
| Zarpa de Acero       | 1983 | 7       |